# Tello Téllez de Meneses
Tello Téllez de Meneses (* um 1170; † 1247) war in den Jahren 1208 bis 1247, also in den für die christliche Seite erfolgreichsten Jahren der Reconquista, Bischof von Palencia; er gilt vielen als Gründer der dortigen Universität – der ersten, auf der in hohem Maße von der Katholischen Kirche dominierten Iberischen Halbinsel.

## Herkunft
Tello Téllez de Meneses stammt – wie sein Bruder Alfonso – aus einer seinerzeit bedeutenden Familie, die über großen Grundbesitz in der südlich von Palencia gelegenen Region Tierra de Campos verfügte. Im Jahr 1212 nahmen er und seine Brüder an der für die Christen siegreichen Schlacht bei Las Navas de Tolosa bei. In den Jahren 1215/16 reiste er zum Vierten Laterankonzil nach Rom. Überdies war er der Förderer von Petrus Gonzales († 1246), dem später vom Volk als heilig verehrten San Pedro Telmo und im Jahr 1741 von Papst Benedikt XIV. seliggesprochenen Missionar der Seeleute.

## Ehrung
Im Jahr 1949 wurde in Palencia die Institución Tello Téllez de Meneses (ITTM) gegründet, deren Ziel die Erforschung kultureller Werte und Traditionen der Stadt und der Provinz Palencia ist.